# Sant Pèire d'Argençon
Sant Peire d'Argençon (en francès Saint-Pierre-d'Argençon) és un municipi francès situat al departament dels Alts Alps i a la regió de Provença – Alps – Costa Blava.

## Demografia
| 1836                                       | 1962 | 1968 | 1975 | 1982 | 1990 | 1999 | 2006 | 2015 |
| ------------------------------------------ | ---- | ---- | ---- | ---- | ---- | ---- | ---- | ---- |
| 473                                        | 164  | 151  | 136  | 147  | 141  | 150  | 166  | 157  |
| Des de 1962: població sense dobles comptes |      |      |      |      |      |      |      |      |

## Administració
| Període   | Identitat            | Partit |
| --------- | -------------------- | ------ |
| 2001-2008 | Michelle Mannent     |        |
| 2008-     | Jean-Pierre Brioulle | PS     |